# Asadipus banjiwarn
Asadipus banjiwarn is een spinnensoort uit de familie Lamponidae. De soort komt voor in West-Australië.